# Roland MC-4 Microcomposer

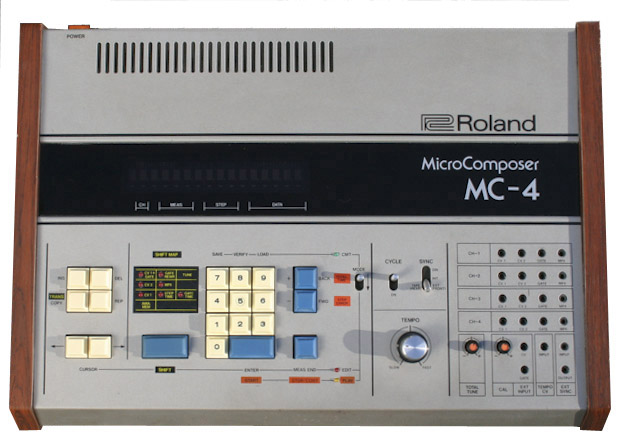
Roland MC-4 MicroComposer

El Roland MC-4 MicroComposer es un secuenciador creado por la compañía japonesa Roland.  Pueda ser programado utilizando el teclado numérico clave o un teclado externo con salidas CV/gate. Comenzó su fabricación en 1981 con un precio de $3,295. Siendo el sucesor del MC-8, el cual en 1977 fue el primer secuenciador digital.

## Información
Este secuenciador fue creado previamente a que el MIDI se convirtiera en el estándar de la industria, y es valorado por múltiples compositores por su preciso timing. El MC-4 tiene un patchbay a la derecha de los controles, conectándose a los sintetizadores mediante cables 3.5mm o minijack mono. Hay cuatro canales que contienen CV-1, CV-2, Puerta y MPX (multiplex) para controlar cuatro sintetizadores por separado o de manera independiente. A la izquierda del patchbay hay dos controles, utilizando uno para el control del tempo. El primer switch es para el tipo de modo (pudiendo dejar la secuencia en modo loop y el segundo cambio es para sync control. El MC-4 puede ser sincronizado a una caja de ritmos u otro MC-4 MicroComposer (ofreciendo ocho canales separados de secuenciación).
En el centro del tablero de control hay un teclado numérico. A la derecha de este, dos botones azules que avanzan o retroceden en los pasos introducidos en la nota de la secuencia.  A la izquierda del teclado numérico hay seis botones más. Estos botones son utilizados para editar la secuencia, como por ejemplo insertar, eliminar, copiar/transponer y repetir pasos, compases o canales. Cada canal se atribuiría a un sintetizador a controlar.
Después de que una secuencia ha sido programada  necesita ser guardada, y el Roland MC-4 una vez ha sido apagado no guarda datos, es por ello que debe de ser salvado al original Roland MTR-100 un formato especial de casete o bien a través de métodos modernos no contemplados inicialmente, como un DAW, o el hack de Defektive Records que más adelante hablaremos.
Cuándo utilizamos el MC-4 para guardar o cargar programas el modo CMT tiene que ser seleccionado, dando un número tanto para guardar como para posteriormente con ese número cargarse en memoria.

### Conceptos de su programación
El MC-4 puede ser programado mediante un teclado externo CV. De ese modo las notas y sus correspondientes valores numéricos son añadidos automáticamente. También se pueden introducir valores y tiempos de cada uno de los pasos de la secuencia , en el modo CV1+GATE.
El segundo concepto de programación en el MC-4 es la introducción manual de sus valores en cuanto a la nota correspondiente y sus valores de tiempo o del paso. Los valores de tiempo del paso determinan el intervalo de tiempo entre cada nota musical.  Para poner los valores de tiempo, inicialmente se establece una base de tiempo, típicamente 120 y posteriormente se trabaja con los modos GATE de manera individual.
El MC-4 puede ser sincronizado a MIDI utilizando un conversor MIDI/SYNC. Para sincronizar correctamente el MC-4 con equipos con conexión SYNC la línea de tiempo debe ser establecida en 48/12/6.
En 2011, Defective Records Software liberó MC-4 Hack, una aplicación de software que habilita programar del MC-4  secuenciador en un ordenador.  Pudiendo trabajar con archivos/secuencias midi (obviamente monofonicos) para volcarlas posteriormente al MC-4 con el proceso que indica el propio manual.
Algunos de los compañeros ideales que Roland lanzó para comunicarse con el "exterior" fueron: 
- Roland MTR-100 (guarda en casete las secuencias)
- Roland OP-8 (CV/DCB Interfaz)
- Roland OP-8M (CV/MIDI Interfaz) (muy interesante)
- Roland OM-4 (Memoria Opcional para convertir un MC-4 en un MC-4B)

El Roland MTR-100 era una cinta digital utilizada para almacenar secuencias del Roland MC-4 Microcomposer. Su transferencia de datos era más rápida gracias al puerto que el propio secuenciador incorporaba. El MTR-100 utilizó casetes de ordenador digital, algunos ejemplos fueron: TEAC  CT-300 o Maxell  CT-300 o M-90, en la actualidad encontrar dichas cintas es tarea complicada